# 평택화양중학교
평택화양중학교는 경기도 평택시에 있는 공립 중학교이다.

## 학교 연혁
- 2025년 9월 1일 : 개교